# Настоящее время (телеканал)
«Настоя́щее вре́мя» — русскоязычный телеканал с редакцией в Праге, созданный медиакорпорацией «Радио Свободная Европа/Радио Свобода» при участии «Голоса Америки». Телеканал финансируется с помощью грантов Конгресса США через Агентство США по глобальным медиа. Согласно опубликованной на официальном сайте информации, представителям американского правительства, включая главу Совета управляющих по вопросам вещания, запрещено вмешиваться в работу журналистов телеканала. Свою задачу СМИ видит в «продвижении демократических ценностей и институтов». Официальное круглосуточное вещание начал 7 февраля 2017 года. Доступен на кабельных, спутниковых и цифровых платформах.

## История
14 октября 2014 года по мере нарастания политического и военного кризиса на Украине на радио «Свобода» и Голос Америки была запущена ежедневная тридцатиминутная программа «Настоящее время». В октябре 2016 года проект расширился и стал работать как телеканал. Исполнительный продюсер Кенан Алиев сказал в интервью Рейтер: «Мы считаем, что наш объективный и сбалансированный канал послужит альтернативой дезинформации и лжи, которую иногда мы видим в российских государственных изданиях». По словам шеф-редактора отдела цифрового вещания «Настоящего Времени» Гленна Кейтса, команду телеканала вдохновила растущая популярность коротких видеороликов в Facebook, предлагаемые такими СМИ, как BuzzFeed и Аль-Джазира. По словам директора медиапроекта Дэйзи Синделар, потенциальный охват канала — 3,5 миллиона домохозяйств в разных странах.

### Политическое преследование
13 ноября 2017 года телеканал Russia Today был зарегистрирован в США в качестве «иностранного агента». 15 ноября Минюст РФ пригрозил ограничить деятельность канала «Настоящее Время» из-за того, что в нём содержатся «признаки выполнения функций иностранного агента». 5 декабря Минюст РФ внёс телеканал «Настоящее время» в реестр СМИ — «иностранных агентов».
В августе 2020 года журналиста канала Романа Васюковича лишили аккредитации в Беларуси; 6 июля 2021 года его оштрафовали на 870 белорусских рублей за работу без аккредитации — из-за давления он покинул страну. 28 октября 2021 года сайт канала заблокировали в Беларуси.
8 октября 2021 года Минюст РФ внёс журналистов Елизавету Сурначеву и Романа Перла, сотрудничавших с телеканалом «Настоящее время», в реестр СМИ — «иностранных агентов».
28 февраля 2022 года Роскомнадзор по требованию Генпрокуратуры заблокировал в России сайт канала за освещение вторжения России на Украину. Ютьюб-канал при этом продолжает работу.
5 января 2024 года белорусский суд объявил экстремистскими интернет-страницы «Настоящего времени».
20 февраля 2024 года Минюст России включил корпорацию «Радио Свобода», в которую входит «Настоящее Время», в перечень организаций, деятельность которых признана нежелательной.

## Награды
В 2020 году программа «Схема» с канала «Настоящее время» получила премию «Свободная пресса Восточной Европы» немецкого фонда Zeit-Stiftung и норвежского фонда Fritt Ord «за исследования о коррупции и злоупотреблении властью».
Журналист издания «Настоящее время» Андрей Лошак дважды получал ежемесячную журналистскую премию «Редколлегия»: в сентябре 2019 года за сериал «Холивар. История рунета», а в июне 2022 года — за фильм «Разрыв связи».